# Radsted-Tårs Sogn
Radsted-Tårs Sogn er et sogn i Lolland Østre Provsti (Lolland-Falsters Stift). Sognet ligger i Guldborgsund Kommune (Region Sjælland). I sognet ligger Radsted Kirke og Tårs Kirke.
Sognet blev dannet 1. december 2024 ved en sammenlægning af Radsted Sogn og Tårs Sogn